# Kleßen-Görne
Kleßen-Görne – gmina w Niemczech w kraju związkowym Brandenburgia, w powiecie Havelland, wchodzi w skład urzędu Rhinow.